# Divisi resistiamo
Divisi resistiamo (Divided We Stand) è un arco narrativo crossover sviluppatosi in tutte le testate mutanti a seguito di Messiah Complex. Pubblicata dalla Marvel Comics fra l'aprile e l'ottobre 2008, ha contribuito a ridefinire la storia degli X-Men approfondendo le reazioni di vari personaggi allo scioglimento del gruppo mutante.

## Trame parallele

### Uncanny X-Men
A seguito dello scioglimento degli X-Men Emma e Scott decidono di prendersi un periodo di riposo. Dopo aver atteso Tony Stark per comunicargli la fine del problema costituito dai mutanti, i due partono alla volta della Terra selvaggia. Lì si godono un periodo di relax interrotto da una chiamata d'emergenza di Angelo che annuncia grossi guai a San Francisco. Abbandonata la vacanza e giunti sul luogo, Emma rileva subito la presenza di un'eccezionale attività psichica capace di riportare l'intera città negli anni sessanta; opportunamente camuffati i due si scontrano con la polizia locale inviatagli contro dalla mente che si cela dietro l'illusione, una fantomatica quanto pericolosa Dea. Riusciti infine a localizzare la fonte dell'illusione, prima di raggiungerla e fermarla ingaggiano un piccolo scontro con Warpath, Hepzibah e Uomo Ghiaccio, che permette la fuga della Dea, nome dietro al quale si celava la smemorata Martinique Jason. Dopo aver salvato dalle illusioni della donna il sindaco di San Francisco, gli X-Men decidono di stabilirsi in città e tramite un appello telepatico Ciclope avverte tutti i mutanti che gli X-Men sono tornati. Nel mentre, in Russia Wolverine, Nightcrawler e Colosso vengono rapiti dalla Stanza Rossa che intende scoprire le cause dell'M-Day e che gli scatena contro Omega Red. Dopo essersene liberati, i tre raggiungono Ciclope ed Emma a S.F. in tempo per l'annuncio del secondo.

### X-Factor
Il gruppo ora lacerato da contrasti interni sembra più diviso che mai, fino a quando la minaccia di Arcade che trasforma l'intera Mutant Town in un letale luna park non li riunisce. Sconfitta la minaccia il gruppo decide di declinare le offerte di lavoro proposte da Valerie Cooper e, fatta esplodere la sede newyorkese di X-Factor, si trasferiscono a Detroit. Venuto a conoscenza della gravidanza di Siryn, Madrox decide quindi di farle lasciare temporaneamente il lavoro investigativo ed assegnarle il compito di tramite fra l'agenzia ed i clienti.

### Young X-Men
La giovane Blindfold ha una visione: assieme ad altri mutanti reclutati da Ciclope, sta combattendo contro il cyborg Donald Pierce fino a che questi non uccide uno dei membri del gruppo e la ragazza si risveglia urlando. Nella realtà, Ciclope viaggia da un capo all'altro del globo per reclutare mutanti, e così in Germania trova Wolf Cub fermandolo prima che commetta un omicidio; in Afghanistan trova Dust impegnata nella protezione di numerosi villaggi; in California recluta una delle new entry Eric Gitter, mentre in Florida scova Rockslide e Blindfold in un bar. Riunitili, li porta all'interno della Caverna del Pericolo progettata da Prodigy e situata al di sotto dell'ex Xavier Institute dove illustra la prima missione: fermare la nuova Confraternita dei mutanti composta da Sunspot, Cannonball, Magma e Danielle Moonstar. Portato a termine il rapimento di Magma, durante il quale Dust viene cristallizzata dalle fiamme della mutante, Ciclope affida a Rockslide, Wolf Cub ed Ink il compito di fare irruzione all'interno del Club infernale. Nel mentre, alla Caverna del Pericolo un misterioso mutante rivela che dietro le sembianze del capo degli X-Men si celava in cyborg Donald Pierce, che infuriato fugge dal luogo dello scontro per tornare lì dove aveva imprigionato Moonstar e Blindfold, tradita e fatta prigioniera da Ink. Scoperti gli inganni di Pierce, gli Young X-Men uniscono le forze con coloro che avrebbero dovuto catturare e si inoltrano nei tunnel dei Morlocks, dove suppongono si nasconda il nemico. Trovatolo ed ingaggiato lo scontro, come di consueto Wolf Cub si getta per primo nella mischia, facendo avverare la profezia di Blindfold, che aveva visto proprio la sua morte.

### X-Men: Legacy
Il corpo di Xavier viene guarito fisicamente e psichicamente da Exodus e dalla Sentinella Omega. Nelle mani degli Accoliti, Xavier viene spronato al risveglio dal come anche dalla presenza di Magneto che lo porta a rifiutare la proposta di Exodus di guidare il suo gruppo. Accorso in aiuto di Xavier dopo aver appreso che qualcuno aveva assoldato la Loggia degli Assassini per commissionare il suo omicidio, Gambit si offre di scortarlo ad Alamogordo. Giunti sul posto, vengono attaccati da un manipolo di assassini che riescono a catturare Xavier ed a portarlo al cospetto di Amanda Mueller, centenaria ex-amante di Sinistro. Amanda infatti, grazie al progetto Cronos, aspira ora a diventare il nuovo ospite di Sinistro. Con l'aiuto di Sebastian Shaw, Gambit fa irruzione all'interno dell'edificio e riesce sia a liberare Xavier che a caricare di energia Shaw, distruggendo così in modo definitivo la principale macchina di Cronos.

### X-Force
I Purificatori sottraggono della testa di Bastion da uno dei depositi S.H.I.E.L.D. Mandata sul posto X-23 per investigare, Ciclope decide di affidare l'intera missione nelle mani della nuova X-Force guidata da Wolverine. Giunti nel luogo di riunione dei Purificatori, al gruppo viene mostrata una prigioniera Wolfsbane, che in precedenza aveva tentato d'infiltrarsi fra i ranghi degli anti-mutanti per portare in salvo il padre, il reverendo Craig. Contrariamente a quanto ordinato da Wolverine, X-23 si getta contro Riseman, facendo iniziare una schermaglia terminata, oltre che con innumerevoli morti, con il rapimento di Wolfsbane e la fuga di Riseman, con l'esplosione di alcune bombe precedentemente piazzate dalla ragazza. Mentre un rinato Bastion infondeva nuovamente vita, attraverso un tecnarca, ad alcuni dei più pericolosi nemici degli X-Men, X-Force recuperò Wolfsbane. In punto di morte per l'overdose di eroina in circolo nel suo sangue, decidono di trasportarla nella villa in Colorado di Angelo. Chiesto a Warren di rintracciare Elixir, Wolverine e X-23 hanno una violenta discussione su quale sia la giusta direzione da far seguire al team. Ripresasi dalle ferite, alla vista di Angelo, Wolfsbane assume il suo aspetto lupesco e gli strappa via le ali, dopodiché contatta i Purificatori che la trasportano in una delle loro Facility; ripresosi dal trauma, Elixir cura se stesso e Warren. Contemporaneamente, i Purificatori utilizzano la tecnologia di Apocalisse contenuta nel sangue di Warren a sua insaputa, per trasformare numerosi umani in ibridi alieni con tanto di letali ali metalliche. In Colorado, Angelo, riprende tra mille sofferenze il suo aspetto bluastro e metallico di Arcangelo, scontrandosi, nel mentre, con tutta X-Force. Fuggito, si reca allo scontro fra le fazioni di Purificatori guidate, rispettivamente, da Bastion e Riseman, uccidendo chiunque abbia un paio d'ali, seguito a ruota da X-Force e, mentre Wolverine tiene occupato l'androide, X-23 uccide finalmente Riseman, impegnato contemporaneamente in un altro scontro con Eli Bard, misterioso essere dalle sembianze demoniache capace di assorbire la vita degli individui, ed elemento chiave nel ritrovamento della testa di Bastion. Rinchiusa nella Facility, Wolfsbane affronta finalmente il padre che durante la colluttazione si interpone fra Rahne e le ali strappate ad Angelo, facendo così riemergere il condizionamento di Wolfsbane che lo sbrana. Terminato lo scontro, Warren recupera il suo normale aspetto anche se Elixir conferma a Wolverine che non sarà più lo stesso e che la trasformazione in Arcangelo è tuttora possibile.

### Wolverine
Il mutante canadese viene inviato da Ciclope alla ricerca di Mystica; durante la "caccia" Wolverine ricorda il primo incontro con la mutaforma, avvenuto nel 1921, e la sua storia con lei. Trovatala, dopo un violento scontro si rifiuta però di ucciderla e lasciatale una pistola l'abbandona a se stessa.

### Cable
Dopo essersi spostato nel futuro, Nathan incontra Alfiere sopravvissuto a Messiah Complex e deciso ad uccidere la bambina per impedirle di commettere un genocidio. In questa linea temporale Cable incontra una versione alternativa di Cannonball che lo informa di essere uno dei pochi mutanti rimasti sul pianeta e si offre di fargli guadagnare del tempo battendosi con Alfiere. Essendosi danneggiata, la macchina del tempo di Nathan gli consente solo di spostarsi avanti nel tempo ed è proprio grazie al sacrificio di Cannonball, ucciso da Alfiere, che riesce a scappare con la bambina.

## Trame divise
Nei due albi fuori collana X-Men: Divided We Stand le reazioni di alcuni personaggi allo scioglimento degli X-Men vengono indagate più approfonditamente.
- Gentle ritorna nel Wakanda dove viene allontanato dagli altri abitanti dell'isola, perfino dai suoi familiari a causa della sua discendenza russa da parte di padre. Ripensando al passato, si trova a preferire la compagnia dei New X-Men, anche se lo irritavano.

- Anole, anche se accettato dalla sua famiglia, non convive bene con gli strascichi degli insegnamenti lasciatigli dagli X-Men a cui incolpa di avergli rubato l'innocenza e l'adolescenza. Incontrato Northstar, che dietro ordine di Ciclope cercò di convincerlo a tornare, dopo una schermaglia verbale gl'ingiunse di non cercarlo più.

- Scalphunter viene avvicinato da Nightcrawler con l'intenzione di redimerlo. Dopo uno scontro, Scalphunter decide di lasciarsi alle spalle la sua vecchia vita seguendo il consiglio di Kurt.

- Husk, tornata in Kentucky va a riprendere Sam all'aeroporto e su sua insistenza lo accompagna in uno dei bar della cittadina dove risiede la famiglia Guthrie. Dopo aver bevuto qualche bicchiere Sam attacca briga con uno dei membri dei Cabot, loro famiglia rivale; finita la piccola rissa che aveva scatenato, dichiara di aver perso la fede negli ideali degli X-Men e vola via lasciando Paige a porsi delle domande circa il suo stato mentale.

- Satiro, svegliatosi da un breve coma,  si ritrova in un ospedale dove Emma lo informa che gli X-Men non esistono più, che i suoi amici sono dispersi ai quattro angoli dell'America e che i suoi genitori lo hanno abbandonato. Solo e senza un posto in cui andare comincia a vagabondare per la città fino a quando non fissa un incontro con Magneto in un bar, e lo prega di prenderlo con sé. Magneto rifiuta di farlo e lo mette in guardia dalla futura guerra mutante per la quale deve tenersi pronto.

- Bestia ritorna allo Xavier Institute dove distrugge tutti i file contenuti negli archivi e rimuove tutta la loro tecnologia per evitare che finisca in mani sbagliate. Dopo aver preso con sé Martha Johansson si lascia alle spalle un distrutto Xavier Institute per le assolate vallate della California.

- Magik, rintanata nel suo castello infernale, riporta alla memoria i ricordi di quando era ancora una bambina, prendendo la decisione di non utilizzare le Pietre di Sangue per recuperare la propria anima. Decide allora di tornare sulla Terra per riabbracciare il fratello e Kitty e recuperare la propria anima attraverso l'amore. Trovato, però, l'istituto ridotto in macerie e sentendosi sempre più triste ed arrabbiata si ripromette di reclamare la propria anima facendo soffrire coloro che le avevano donato solo dolore.

- Forge viene nuovamente aggredito da Alfiere mentre questi è alla ricerca di alcuni dispositivi in grado di viaggiare nel tempo in modo da poter inseguire Cable e la bambina. Ossessionato da una nuova idea, decide di intensificare i sistemi difensivi del proprio laboratorio e di rinchiudervisi dentro per portare a termine ciò che il suo intelletto gli aveva suggerito.

- Havok, prigioniero su un pianeta Shi'ar, ascolta le urla di Polaris, Ch'od e Raza in seguito alle torture quando Vulcan gli rivela gli eventi di Messiah Complex ai quali non ha potuto prendere parte. Parlandogli dello scioglimento degli X-Men gli confida che il genere mutante è ormai quasi scomparso e che non c'è nulla che lui possa fare. Distrutto il monitor, Havok gli urla contro che se è nato un bambino ne possono nascere altri e che la speranza non è ancora scomparsa.

- Danielle Moonstar e Surge si incontrano nella casa fra le montagne della prima e condividono le loro esperienze con i New X-Men e i Nuovi Mutanti fatte di gioie, sofferenze e perdite. Alla fine, le due concordano che ogni giorno ha un "tramonto".